# Kalmus-familien
Kalmus-familien (Acoraceae) er en familie blandt de enkimbladede med kun én slægt, som er udbredt i Nordamerika og Asien og siden naturaliseret i Europa. De kan kendes på deres sødtduftende, flade og helrandede blade, som er ens på begge sider. Blomsterne er samlet i kompakte aks, som er skråt sidestillet på de bladagtige stængler. Blomsterne er ganske små, men regelmæssige og 5-tallige.
| Slægter |

- Kalmus (Acorus)